# Escola Secundária Francisco Manyanga

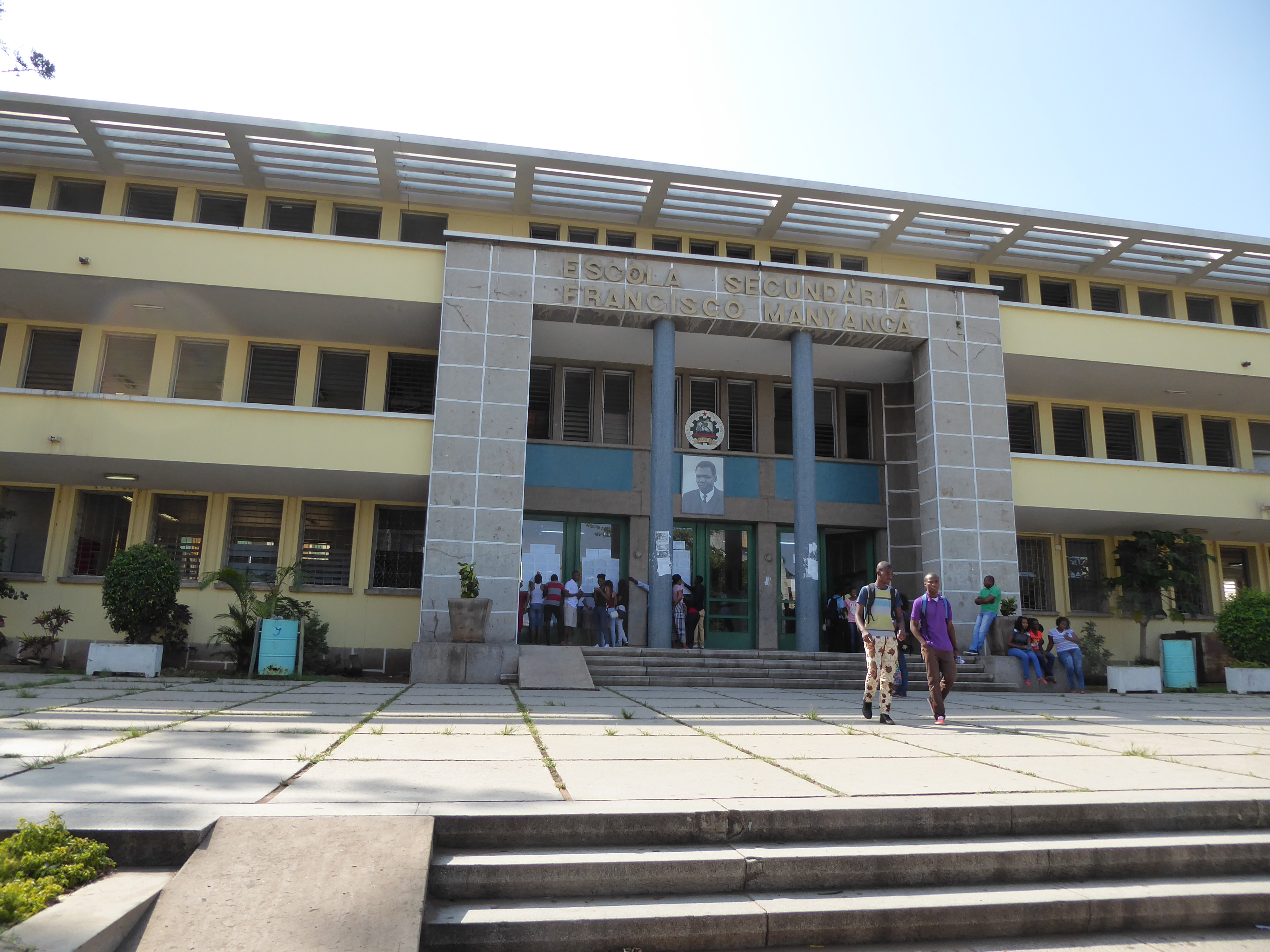
Eingang zur Sekundarschule

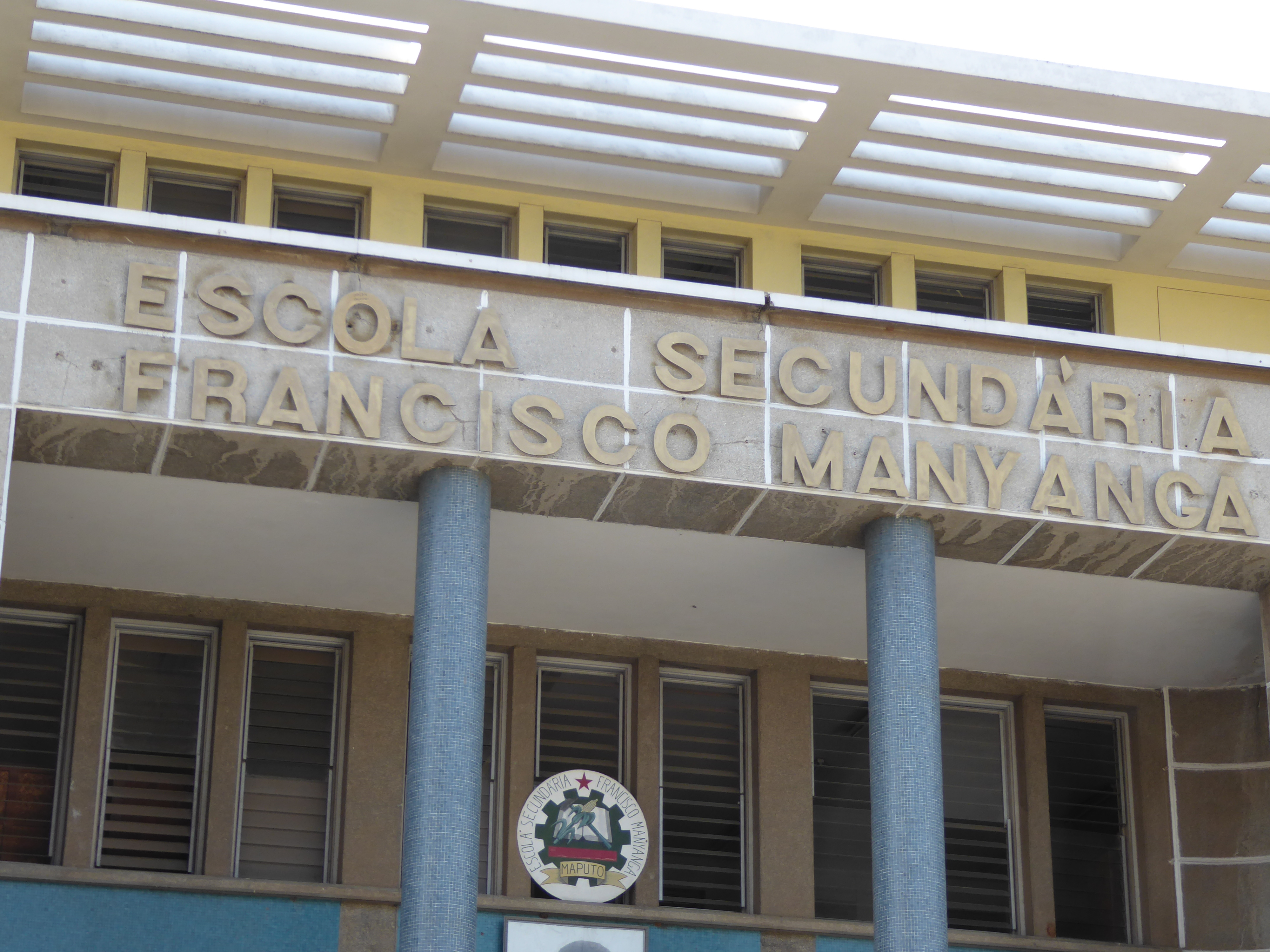
Schriftzug „Escola Secundária Francisco Manyanga“ oberhalb des Eingangs

Die Escola Secundária Francisco Manyanga, zu Deutsch „Sekundarschule Francisco Manyanga“, ist eine Sekundarschule im Stadtteil Alto-Maé der mosambikanischen Hauptstadt Maputo. Die Schule wurde 1962 eröffnet und trug zunächst die Namen Liceu António Enes. Seit 1976 ist sie nach dem mosambikanischen Widerstandskämpfers Francisco Manyanga benannt. Sie befindet sich in der Avenida Mohamed Siad Barre.

## Geschichte
Die Einrichtung selbst wurde Mitte der 1950er Jahre unter dem Namen „Liceu António Enes“ (LAE) von der kolonialen Stadtverwaltung gegründet. Sie gehörte zunächst organisatorisch zum Liceu Salazar und war provisorisch im Clube 1º de Maio untergebracht.
Im Auftrag der Kolonialverwaltung – im Zuge der Urbanisierungsbestrebungen Portugiesisch-Ostafrikas durch das Gabinete de Urbanização do Ultramar – entwarfen die Architekten Lucínio Cruz und Eurico Pinto Lopes 1956 das Gebäude für die neue Schule. Als neuen Ort wurde ein Gelände an der Avenida Paiva de Andrada 68 (heute Avenida Mohamed Siad Barré 68) ausgewählten. Die Architekten entwarfen einen streng symmetrischen, dreistöckigen Bau mit einem monumentalen, modernistischen Eingang. Von Eingang gehen zwei Flügel mit offenen Seitenbalkonen weg. In der Stadtverwaltung begleitete der Architekt Fernando Mesquita den Bau. Die Bauarbeiten dauerten vier Jahre, 1961 konnte der Schulbetrieb aufgenommen werden. Die offizielle Einweihung fand am 28. Mai 1962 durch Gouverneur Sarmento Rodrigues statt.
Auch im Zuge der Unabhängigkeit Mosambiks lief der Schulbetrieb weiter – 1976 erhielt sie jedoch einen neuen Namen. Seitdem trägt sie den Namen des mosambikanischen Widerstandskämpfers Francisco Manyanga (Escola Secundária Francisco Manyanga). Die Schule gehört heute zu den größten staatlichen Sekundarschulen Mosambiks und verfügt über eine überdurchschnittlich gute Ausstattung. Zwischen 7000 und 7500 Schüler sind an der Schule eingeschrieben, mehr als die Hälfte davon (mindestens 3850) sind weiblich. Aus Platz- und Zeitgründen wird daher in drei Durchgängen (vormittags, nachmittags, abends) unterrichtet. Gut 185  Lehrer arbeiten an der Schule.
Die Schule wird seit mehr als zehn Jahren von Orlando Dima geleitet.